# Campionato mondiale di scherma 2008
Il Campionato mondiale di scherma 2008 si è svolto il 18 e 19 aprile 2008 in Cina a Pechino, presso l'Olympic Green Convention Center, che avrebbe ospitato anche gli incontri olimpici quattro mesi dopo.
Si sono disputate solo le competizioni di spada femminile a squadre (19 aprile) e fioretto maschile a squadre (18 aprile), in quanto gare non comprese nel programma olimpico di Pechino 2008. È stato il primo mondiale di scherma disputato nello stesso paese in cui si svolgono i giochi olimpici estivi nello stesso anno.

## Risultati

### Uomini
| Evento                                  | Oro                                                                  | Argento                                                | Bronzo                                                               |
| Fioretto                                |                                                                      |                                                        |                                                                      |
| Fioretto maschile a squadre (18 aprile) | Italia Andrea Baldini Stefano Barrera Andrea Cassarà Salvatore Sanzo | Germania Peter Joppich Benjamin Kleibrink Dominik Behr | Polonia Michał Majewski Radosław Glonek Marcin Zawada Sławomir Mocek |

### Donne
| Evento                                | Oro                                                                 | Argento                                        | Bronzo                                                                     |
| Spada                                 |                                                                     |                                                |                                                                            |
| Spada femminile a squadre (19 aprile) | Francia Laura Flessel Hajnalka Kiraly Maureen Nisima Sarah Daninthe | Cina Li Na Luo Xiaojuan Zhang Li Zhong Weiping | Germania Imke Duplitzer Britta Heidemann Marijana Markovic Monika Sozanska |

## Medagliere
| Posizione | Nazione  |   |   |   | Totale |
| --------- | -------- | - | - | - | ------ |
| 1         | Italia   | 1 | 0 | 0 | 1      |
| 1         | Francia  | 1 | 0 | 0 | 1      |
| 3         | Germania | 0 | 1 | 1 | 2      |
| 4         | Cina     | 0 | 1 | 0 | 1      |
| 5         | Polonia  | 0 | 0 | 1 | 1      |
| Totale    | Totale   | 2 | 2 | 2 | 6      |